# Fiebrigella subsplendens
Fiebrigella subsplendens är en tvåvingeart som först beskrevs av Oswald Duda 1933.  Fiebrigella subsplendens ingår i släktet Fiebrigella och familjen fritflugor. Inga underarter finns listade i Catalogue of Life.